# Abushiri

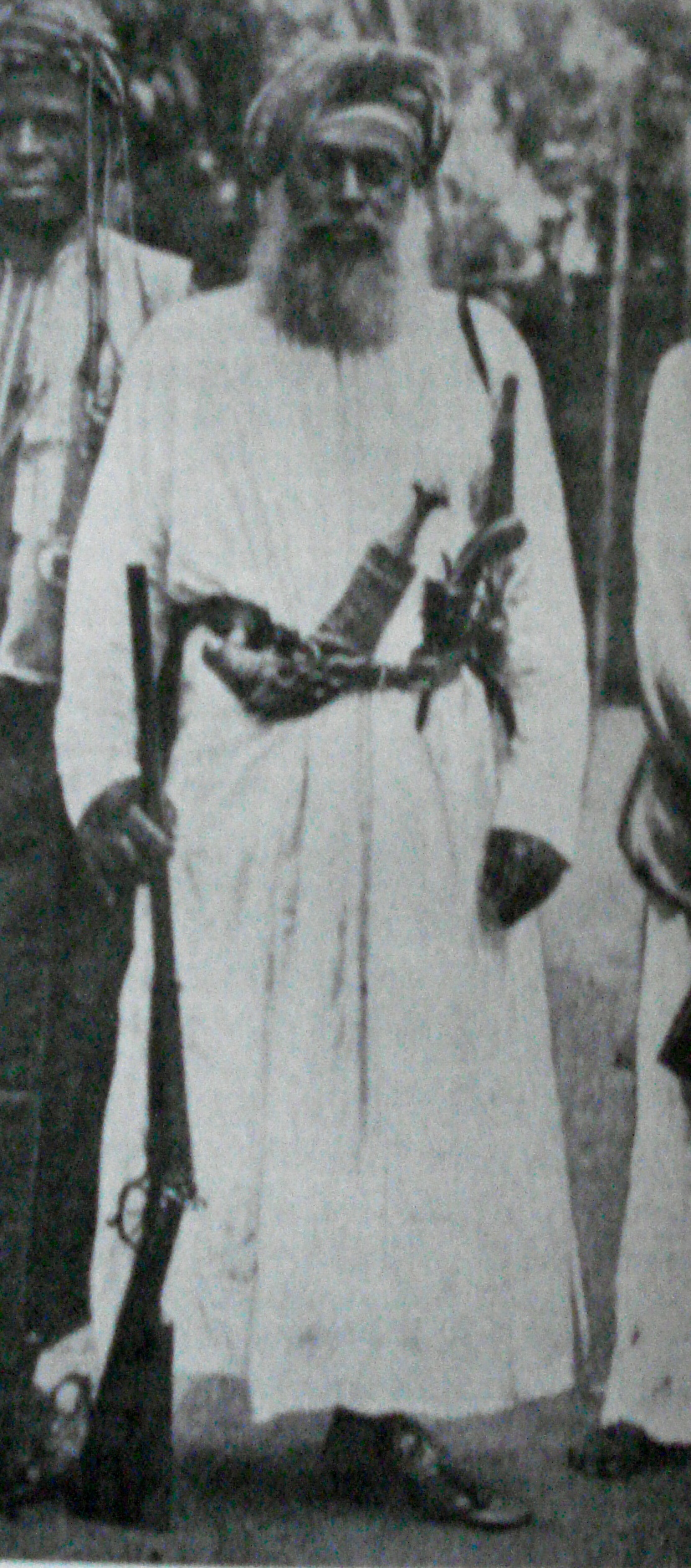
Abushiri durante la rivolta

Al Bashir ibn Salim al-Harthi, semplificato come Bushiri o Abushiri (in arabo البشير بن سالم الحارثي‎?; 1840 circa – Pangani, 15 dicembre 1889), è stato un mercante di avorio e schiavi arabo, che alla fine del XIX secolo si ribellò alla Germania quando essa creò l'Africa Orientale Tedesca, guidando la rivolta di Abushiri (che da lui prese il nome).

## Biografia
Era un potente proprietario terriero e mercante arabo della regione del Tanganica, da sempre ostile al sultanato di Zanzibar. Quando il sultano cedette la sovranità del Tanganica alla Compagnia dell'Africa Orientale Tedesca nel 1888, Abushiri cominciò sistematicamente ad attaccarne gli stabilimenti sulla costa per tentare di cacciarla.
La Compagnia, incapace di contrastare la rivolta sempre più compatta contro la sua autorità, chiese aiuto direttamente al cancelliere imperiale Otto von Bismarck, che inviò a reprimerla il militare Hermann Wissmann. La flotta tedesca impose quindi un embargo contro il Tanganica, di fatto tagliando la vasta rete commerciale che Abushiri aveva con l'Arabia. L'efficiente apparato bellico tedesco ebbe presto ragione dei ribelli, i cui attacchi mordi e fuggi divennero sempre meno efficaci e che si videro costretti a ripiegare nell'interno del paese. Abushiri tentò per alcuni mesi di resistere all'offensiva tedesca e di trovare nuovi alleati presso le tribù arabe e africane, ma senza successo. Venne infine tradito dalla tribù degli zigua, che lo consegnò ai tedeschi alla fine del 1889; venne quindi impiccato a Pangani il 15 dicembre successivo.
La sconfitta di Abushiri significò la fine dell'egemonia economico-culturale araba sulla regione, permettendo alle autorità coloniali tedesche di prendere il sopravvento.